# Cantonul Barr
Cantonul Barr este un canton din arondismentul Sélestat-Erstein, departamentul Bas-Rhin, regiunea Alsacia, Franța.

## Comune
- Andlau
- Barr (reședință)
- Bernardvillé
- Blienschwiller
- Dambach-la-Ville
- Eichhoffen
- Epfig
- Gertwiller
- Heiligenstein
- Le Hohwald
- Itterswiller
- Mittelbergheim
- Nothalten
- Reichsfeld
- Saint-Pierre
- Stotzheim